# Confines
Confines – miasto w Kolumbii, w departamencie Santander.